# .vi
.vi e интернет домейн от първо ниво за Американските Вирджински острови. Администрира се от Обществената телекомуникационна система на Вирджинските острови. Представен е през 1995 г.

## Домейни от трето ниво
- .co.vi,
- .org.vi
- .com.vi
- .net.vi
- .k12.vi